# Équipe cycliste Geox-TMC

Logo de l'équipe Saunier Duval-Prodir en 2007.

L'Équipe cycliste Geox-TMC est une formation espagnole de cyclisme professionnel sur route qui a existé de 2004 à 2011. Elle avait le statut équipe ProTour de 2005 à 2010 puis d'équipe continentale professionnelle en 2011. Au cours de son existence tumultueuse, l'équipe avait notamment remporté le Tour d'Espagne 2011 par le biais de l'Espagnol Juan José Cobo, mais celui-ci a été disqualifié pour dopage en 2019.

## Histoire de l'équipe
L'équipe Saunier Duval-Prodir est fondée en 2004. Elle est dirigée par Vittorio Algeri, assisté de ses frères Matteo et Pietro. Vittorio Algeri était l'année précédente manager de l'équipe Vini Caldirola, déjà co-sponsorisée par le fabricant de chaudières Saunier Duval. L'effectif se compose de 21 coureurs, essentiellement de jeunes espagnols, mais aussi des coureurs plus expérimentés comme le Suisse Fabian Jeker et le grimpeur italien Leonardo Piepoli.
Dès sa première saison Saunier Duval remporte des victoires importantes, notamment sur des courses par étapes comme le  Tour de Catalogne (Miguel Ángel Martín Perdiguero) ou la Semaine catalane (Joaquim Rodríguez). Jeker gagne chez lui sur le Tour de Romandie, et se place second du Tour de Suisse. Martín Perdiguero s'impose sur la Classique de Saint-Sébastien, et pour la première participation de l'équipe à un grand tour, Piepoli et Zaballa remportent chacun une étape sur la Vuelta.
Intégrée au ProTour en 2005, l'équipe Saunier Duval s'étoffe. Le départ de Martín Perdiguero est compensé par les arrivées du sprinter Ángel Edo, du grimpeur Juan Manuel Gárate, de l'espoir espagnol José Ángel Gómez Marchante, et des expérimentés Íñigo Cuesta et Andrea Tafi, qui effectue se dernière course à l'occasion de Paris-Roubaix. L'ancien coureur suisse Mauro Gianetti devient manager. Les victoires sur les courses par étapes sont plus rares que l'année précédente. Garate termine tout de même 5e du Tour d'Italie, et Zaballa 3e de Paris-Nice. Ce dernier succède à Martín Perdiguero au palmarès de la Classique de Saint-Sébastien. Enfin, les championnats d'Espagne et d'Italie sur route sont remportés par des membres de l'équipe : Juan Manuel Gárate et Marco Pinotti.
Pour 2006, près de la moitié de l'effectif est renouvelé. Les nouvelles recrues réalisent de bonnes performances : Gilberto Simoni est 3e du Giro (dont 2 étapes sont remportées par Piepoli), Koldo Gil s'impose sur la Bicyclette basque et David Millar sur le contre-la-montre du Tour d'Espagne.
En 2008, elle est renommée Saunier Duval-Scott.
Le 17 juillet 2008, elle se retire du Tour de France au matin de la 12e étape après l'annonce du contrôle antidopage positif à l'EPO de son leader Riccardo Riccò. Le 23 juillet 2008, Saunier Duval annonce qu'il se retire du sponsoring cycliste. La firme Scott maintient son partenariat, rejointe par American Beef.
L'équipe Scott-American Beef participe à sa première course sur le Pro Tour lors de la Classique de Saint-Sébastien, le 2 août 2008. Puis elle participe au Tour d'Allemagne, qu'elle termine meilleure équipe, ne pouvant être présente sur la Vuelta, du fait des antécédents de dopage de Riccò. En 2009, elle devient Fuji-Servetto, puis en 2010 Footon-Servetto. L'effectif des coureurs change profondément en 2010, puisque seuls 4 coureurs sont conservés.

## Sponsors de l'équipe
De 2004 à 2008, le chauffagiste Saunier Duval a été le principal sponsor de l'équipe. Cette société était partenaire en 2003 l'équipe Vini Caldirola, et en était devenu le sponsor principal en cours de saison. Elle s'engage en septembre 2003 et fait se domicilier l'équipe à Santander, en Espagne
Le fabricant de stylo suisse Prodir a été le deuxième sponsor de l'équipe de 2004 à 2007. Durant cette période, l'équipe a porté le nom de Saunier Duval-Prodir. En 2008, Prodir reste partenaire de l'équipe mais réduit son engagement. Elle est remplacée dans le titre de l'équipe par le fabricant de cycles Scott. Scott a été fournisseur de l'équipe Saunier Duval depuis sa création, et était déjà partenaire en 2003 de l'équipe Vini Caldirola dirigée par Mauro Gianetti. L'équipe obtient en outre le soutien du Tour de Chihuahua. En 2007, Saunier Duval a été la première équipe ProTour à participer à cette course. Le Tour de Chihuahua devient ainsi la première compétition à sponsoriser une équipe.
En 2008, les contrôles antidopage positifs de Ricco et Piepoli durant le Tour de France convainquent Saunier Duval de mettre fin à son partenariat. Scott maintient en revanche son engagement. American Beef devient sponsor de l'équipe, qui prend le nom de Scott-American Beef pour la fin de la saison. Ce partenariat est dû aux bonnes relations entre la direction de l'équipe et Ricardo Creel, propriétaire d'American Beef et organisateur du Tour de Chihuahua.
Scott, fournisseur de cycles de l'équipe depuis sa création en 2004 et sponsor-titre en 2008, met fin à son partenariat avec l'équipe fin 2008.
En 2009, l'équipe prend le nom de ses deux principaux sponsors, le fabricant de cycles Fuji et le fabricant d'accessoires pour meubles Servetto. Elle est également soutenue par TMC Transformers et la communauté autonome de Cantabrie, où elle est domiciliée.
En 2010, Footon et Servetto sont les sponsors éponymes. Les autres sponsors sont Fuji, Infinita Cantabria et Ampo. Ampo, société basque, était auparavant co-sponsor de l'équipe Contentpolis-Ampo. Elle s'engage pour une saison. Elle fait en outre signer le coureur basque Aitor Pérez Arrieta. Le retrait d'Ampo de l'équipe Contentpolis-Ampo précipite la disparition de celle-ci.
Fin juillet 2010, il est annoncé dans la presse que l'entreprise italienne Geox deviendrait sponsor principal de l'équipe à partir de la saison 2011.
Le 20 octobre 2011, Geox a annoncé la fin de son implication dans le monde du cyclisme après seulement une saison.

## Principales victoires

### Classiques
- Classique de Saint-Sébastien : 2004 (Miguel Ángel Martín Perdiguero)

### Grands tours
- Tour de France :
  - 6 participations (2004, 2005, 2006, 2007, 2008, 2010)
  - 1 victoire d'étape :
    - 1 en 2008 : Juan José Cobo

  - Meilleure place au classement général : Juan José Cobo, 20e en 2007
  - 1 classement annexe :
    - Supercombatif : David de la Fuente (2006)

- Tour d'Italie
  - 8 participations (2004, 2005, 2006, 2007, 2008, 2009, 2010, 2011)
  - 8 victoires d'étapes : 
    - 2 en 2006 : Leonardo Piepoli (2)
    - 4 en 2007 : Iban Mayo, Leonardo Piepoli, Riccardo Riccò, Gilberto Simoni
    - 2 en 2008 : Riccardo Riccò (2)

  - Meilleure place au classement général : Riccardo Riccò, 2e en 2008

- Tour d'Espagne
  - 7 participations (2004, 2005, 2006, 2007, 2009, 2010, 2011)
  - 5 victoires d'étapes : 
    - 2 en 2004 : Leonardo Piepoli, Constantino Zaballa
    - 2 en 2006 : David Millar, Francisco Ventoso
    - 1 en 2007 : Leonardo Piepoli
    - 2009 : Juan José Cobo
    - 2011 : Juan José Cobo

  -  1 victoire finale :
    - 2011 : Juan José Cobo[16]

  - 2 classements annexes :
    - Classement du combiné : Juan José Cobo (2011)
    - Classement par équipes : 2011

### Championnats nationaux
- Championnat de Grande-Bretagne sur route : 2
  - Course en ligne : 2007 (David Millar)
  - Contre-la-montre : 2007 (David Millar)
- Championnat de Lettonie sur route : 2
  - Contre-la-montre : 2007, 2008 (Raivis Belohvoščiks)
- Championnat d'Espagne sur route : 1
  - Course en ligne : 2005 (Juan Manuel Gárate)
- Championnat d'Italie sur route : 1
  - Contre-la-montre : 2005 (Marco Pinotti)
- Championnat de Pologne sur route : 1
  - Contre-la-montre : 2006 (Piotr Mazur)

## Classements UCI
En 2004, Saunier Duval-Prodir est classée parmi les Groupes Sportifs I (GSI), la première catégorie des équipes cyclistes professionnelles. Le classement donné ci-dessous pour cette année est celui de la formation Saunier Duval en fin de saison.
| Saison | Classement par équipes | Meilleur coureur au classement individuel |
| ------ | ---------------------- | ----------------------------------------- |
| 2004   | 14e                    | Miguel Ángel Martín Perdiguero (13e)      |

À compter de 2005, l'équipe Saunier Duval intègre le ProTour. Le tableau ci-dessous présente les classements de l'équipe sur ce circuit, ainsi que son meilleur coureur au classement individuel. 
| Saison | Classement par équipes | Meilleur coureur au classement individuel |
| ------ | ---------------------- | ----------------------------------------- |
| 2005   | 7e                     | Constantino Zaballa (28e)                 |
| 2006   | 9e                     | José Ángel Gómez Marchante (23e)          |
| 2007   | 6e                     | Riccardo Riccò (16e)                      |
| 2008   | 5e                     | Riccardo Riccò (42e)                      |

En 2009, le classement du ProTour est remplacé par le Classement mondial UCI.
| Saison | Classement par équipes | Meilleur coureur au classement individuel |
| ------ | ---------------------- | ----------------------------------------- |
| 2009   | 23e                    | Juan José Cobo (72e)                      |
| 2010   | 29e                    | Manuel António Cardoso (148e)             |

En 2011, l'équipe devenue une équipe continentale professionnelle participe aux circuits continentaux.
UCI America Tour
| Saison | Classement par équipes | Meilleur coureur au classement individuel |
| ------ | ---------------------- | ----------------------------------------- |
| 2011   | 28e                    | Giampaolo Cheula (229e)                   |

UCI Asia Tour
| Saison | Classement par équipes | Meilleur coureur au classement individuel |
| ------ | ---------------------- | ----------------------------------------- |
| 2011   | 65e                    | Matteo Pelucchi (283e)                    |

UCI Europe Tour
| Saison | Classement par équipes | Meilleur coureur au classement individuel |
| ------ | ---------------------- | ----------------------------------------- |
| 2011   | 15e                    | Daniele Ratto (84e)                       |

## Geox-TMC en 2011

### Effectif
| Coureur                   | Date de naissance | Nationalité | Équipe 2010                         | Équipe 2012                  |
| ------------------------- | ----------------- | ----------- | ----------------------------------- | ---------------------------- |
| Tomas Alberio             | 31.03.1989        | Italie      | Trevigiani Dynamon Bottoli          | Idea 2010                    |
| Mauricio Ardila           | 21.05.1979        | Colombie    | Rabobank                            | Colombia-Coldeportes         |
| David Blanco              | 03.03.1975        | Espagne     | Palmeiras Resort-Tavira             | Carmim-Prio                  |
| Matthias Brändle          | 07.12.1989        | Autriche    | Footon-Servetto                     | NetApp                       |
| Giampaolo Cheula          | 23.05.1979        | Italie      | Footon-Servetto                     | KTM–Stihl Torrevilla         |
| Juan José Cobo            | 11.02.1981        | Espagne     | Caisse d'Épargne                    | Movistar                     |
| Daniele Colli             | 19.04.1982        | Italie      | Ceramica Flaminia                   | Type 1-Sanofi                |
| Marco Corti               | 15.05.1985        | Italie      | Footon-Servetto                     |                              |
| David de la Fuente        | 04.05.1981        | Espagne     | Astana                              | Caja Rural                   |
| Fabio Duarte              | 11.06.1986        | Colombie    | Colombia es Pasión-Café de Colombia | Colombia-Coldeportes         |
| Arkaitz Durán             | 18.05.1986        | Espagne     | Footon-Servetto                     | Telco'm-Conor Azysa          |
| Fabio Felline             | 29.03.1990        | Italie      | Footon-Servetto                     | Androni Giocattoli-Venezuela |
| Xavier Florencio          | 26.12.1979        | Espagne     | Cervélo TestTeam                    | Katusha                      |
| Noé Gianetti              | 06.10.1989        | Suisse      | Footon-Servetto                     |                              |
| David Gutiérrez Gutiérrez | 02.04.1982        | Espagne     | Footon-Servetto                     |                              |
| Dmitry Kozontchuk         | 05.04.1984        | Russie      | Rabobank                            | RusVelo                      |
| Marko Kump                | 09.09.1988        | Slovénie    | Adria Mobil                         | Adria Mobil                  |
| Denis Menchov             | 25.01.1978        | Russie      | Rabobank                            | Katusha                      |
| Matteo Pelucchi           | 21.01.1989        | Italie      | Néo-pro                             | Europcar                     |
| Daniele Ratto             | 05.10.1989        | Italie      | CarmioOro NGC                       | Liquigas-Cannondale          |
| Carlos Sastre             | 22.04.1975        | Espagne     | Cervélo TestTeam                    | retraite                     |
| Rafael Valls              | 25.06.1987        | Espagne     | Footon-Servetto                     | Vacansoleil-DCM              |
| Marcel Wyss               | 25.06.1986        | Suisse      | Cervélo TestTeam                    | Atlas Personal-Jakroo        |
| Stagiaire                 | Date de naissance | Nationalité | Équipe 2011                         | Équipe 2012                  |
| Maurizio Gorato           |                   | Italie      |                                     |                              |
| Tino Thömel               |                   | Allemagne   | NSP                                 | NSP-Ghost                    |
| Albert Torres             |                   | Espagne     |                                     |                              |

### Victoires

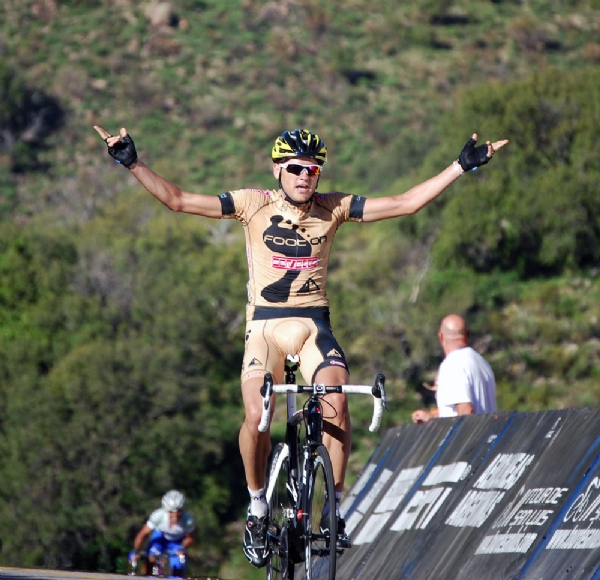
Rafael Valls Ferri lors de sa victoire d'étape au Tour de San Luis 2010

| Date       | Course                               | Pays    | Classe | Vainqueur       |
| ---------- | ------------------------------------ | ------- | ------ | --------------- |
| 27/02/2011 | Clásica de Almería                   | Espagne | 1.1    | Matteo Pelucchi |
| 05/03/2011 | 2e étape du Tour de Murcie           | Espagne | 2.1    | Denis Menchov,  |
| 21/04/2011 | 3e étape du Tour du Trentin          | Italie  | 2.HC   | Fabio Duarte    |
| 21/07/2011 | 2e étape du Brixia Tour              | Italie  | 2.1    | Fabio Felline   |
| 04/09/2011 | 15e étape du Tour d'Espagne          | Espagne | WT     | Juan José Cobo  |
| 11/09/2011 | Classement général du Tour d'Espagne | Espagne | WT     | Juan José Cobo  |

## Saisons précédentes
- Saunier Duval-Prodir en 2005
- Saunier Duval-Prodir en 2006
- Saunier Duval-Prodir en 2007
- Scott-American Beef en 2008
- Fuji-Servetto en 2009
- Footon-Servetto en 2010